# Список країн без річок
Це перелік країн, у яких немає річок. На даний час існує 19 країн і 16 залежних територій, в яких немає постійних річок, хоча вони можуть мати сезонні водотоки або ваді.
У спеціальному адміністративному районі КНР Макао немає постійних природних річок, крім невеликого штучного каналу, під назвою річка Яйон (鴨涌河). Через екологічні проблеми цей невеликий канал в даний час засипається землею місцевою владою. Зрештою, цей невеликий канал перестане існувати.

## Суверенні держави

### Африка
- Коморські Острови[3]
- Лівія (див. Список ваді Лівії[en])

### Америки
- Багамські Острови

### Азія
- Бахрейн[4]
- Кувейт (див. Список ваді Кувейту[en])
- Мальдіви[5]
- Оман (див. Список ваді Оману[en])
- Катар (див. Список ваді Катара[en])
- Саудівська Аравія[6]  (див. Список ваді Саудівської Аравії[en])
- ОАЕ  (див. Список ваді Об'єднаних Арабських Еміратів[en])
- Ємен  (див. Список ваді Ємену[en])

### Європа
- Мальта (див. Список долин Мальти[en])
- Монако
- Ватикан

### Океанія
- Кірибаті[7]
- Маршаллові Острови[8]
- Науру[9]
- Тонга[10]
- Тувалу[11]

## Залежні і інші території

### Африка
- Британська територія в Індійському океані

### Азія
- Макао[2]

### Америки
- Ангілья[12]
- Бермудські Острови[13]
- Кайманові Острови[14]
- Саба (острів)
- Сен-Бартелемі
- Сен-Мартен (Франція)

### Європа
- Гернсі[джерело?]
- Гібралтар[15]

### Океанія
- Острів Різдва
- Кокосові острови
- Острів Пасхи
- Ніуе
- Острів Норфолк
- Піткерн[16]
- Токелау
- Волліс і Футуна